# Д’Орбе, Жан
Жан д’Орбе́ (фр. Jean d'Orbais; ок. 1175, Орбе-л’Аббеи — 1231, Реймс) — французский архитектор, один из первых зодчих Реймсского собора. Считается, что именно он спланировал и начал строительство.

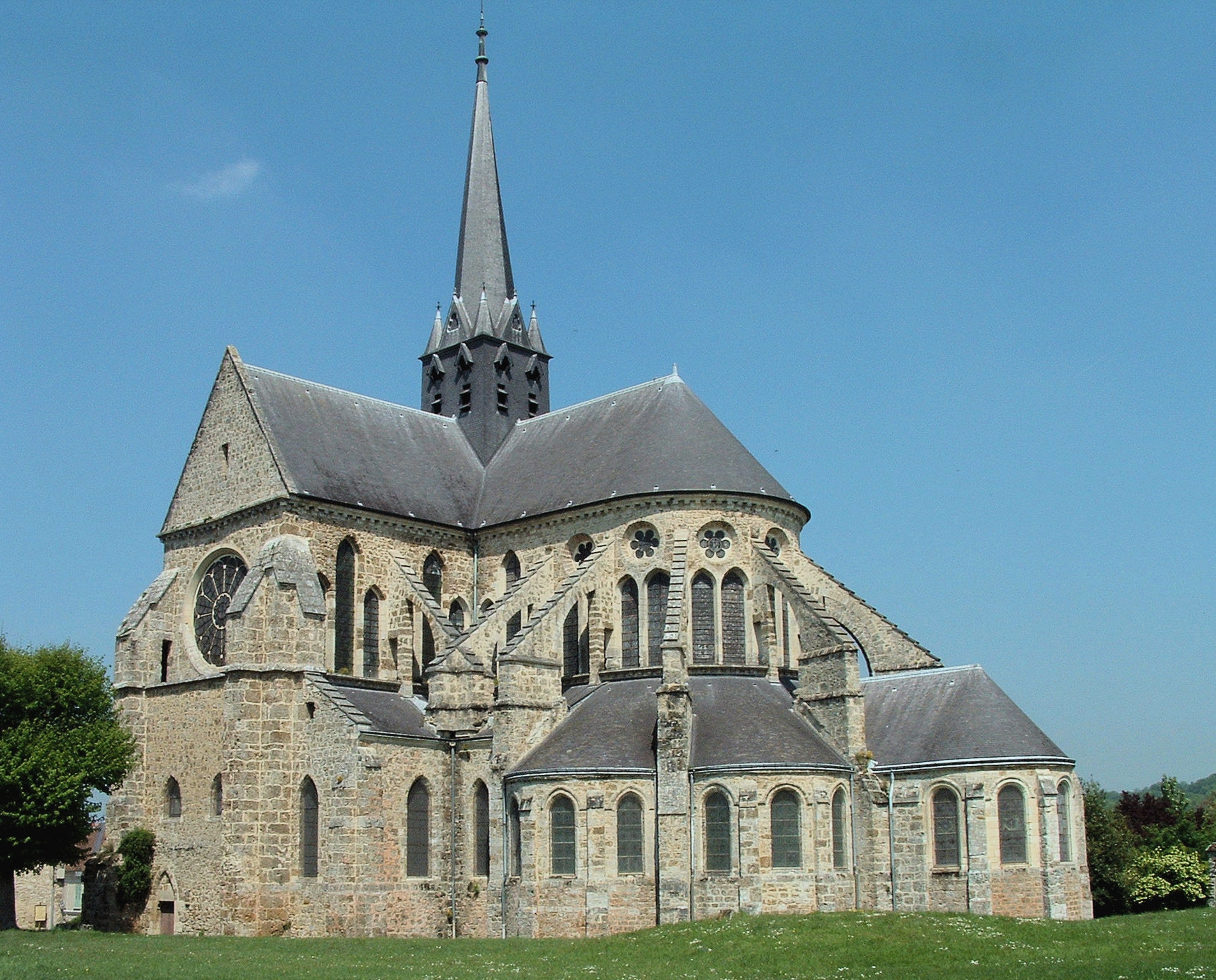
Церковь Святых Петра и Павла в Орбе-л’Аббеи

Жан д’Орбе происходил из небольшого французского села Орбе-л’Аббеи. Возможно, он принимал участие в строительстве местной церкви Святых Петра и Павла.
О нём и об остальных зодчих, строивших Реймсский собор, практически ничего не известно. Их имена сохранились лишь благодаря тому, что были вписаны в лабиринт, выложенный из плиток на полу собора. Однако уже в XVII веке, когда каноник Пьер Коко (фр. Pierre Cocquault) впервые скопировал надписи, они были полустёрты и читались с трудом. Сам лабиринт был уничтожен в 1779 году, но дошёл до нас в зарисовках реймсского художника и музыканта Жака Селье.

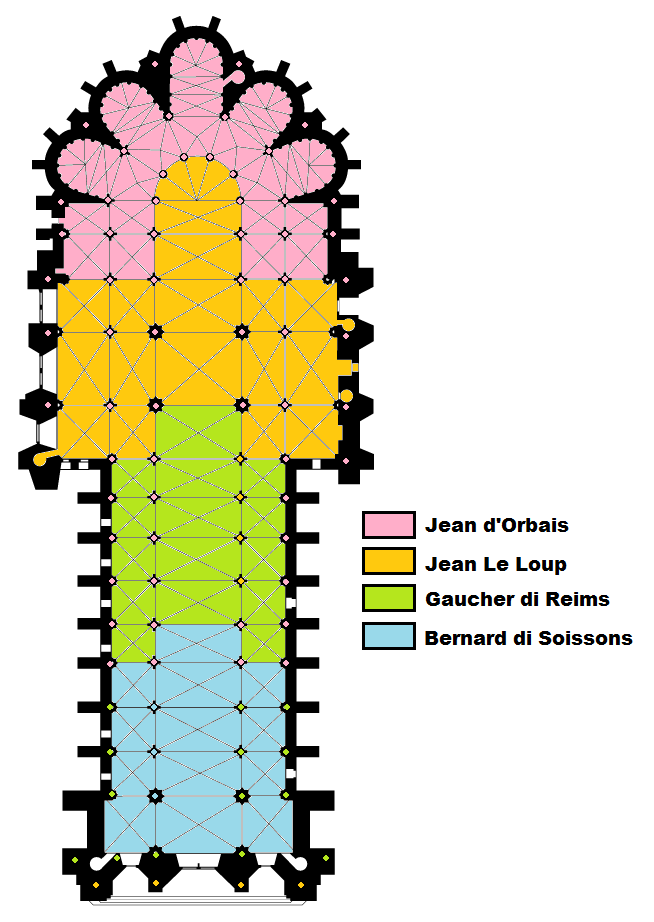
План Реймсского собора. Часть, построенная Жаном д’Орбе, выделена розовым цветом

Жан д’Орбе изображён в правом верхнем углу лабиринта. В руках он держит циркуль, а у его ног видна некая схема из линий и окружностей. Исходя из подписи к рисунку, принято считать, что Жан д’Орбе спланировал и начал, около 1211 года, строительство собора. Подпись дословно гласит, что он «encommencea la coiffe de l'église». Однако термин «coiffe» может быть истолкован двояко: либо он означает всю апсиду целиком, и в таком случае Жан д’Орбе действительно первым начал строительство; либо под этим словом подразумевается лишь верхняя часть апсиды, и тогда он был лишь вторым или третьим. Роберт Браннер, анализируя изображённый на рисунке чертёж, приходит к выводу, что он, несмотря на всю свою условность, представляет собой примерный план апсиды и прилегающего к ней прохода. Из этого Браннер заключает, что Жан д’Орбе, как и принято считать, был первым зодчим и автором проекта. Судя по архитектуре Реймсского собора, он мог быть знаком с работами мастеров, создававших соборы Суассона и Шартра.
О порядке, в котором четверо изображённых на лабиринте зодчих работали над возведением собора, писали многие исследователи, высказывая при этом разные гипотезы. Эрвин Панофски посвятил этой теме свою работу «Über die Reihenfolge der vier Meister von Reims». Вероятнее всего, Жан д’Орбе возглавлял работы с 1211 по 1231 год (по расчётам Луи Демезона); затем его сменил Жан-ле-Лу, закончивший к 1241 году хор и трансепт; далее Гоше Реймсский работал над нефом, и, наконец, Бернар Суассонский возводил своды и создавал розу над главным входом.